# القط ذو القبعة
القط في القبعة (بالإنجليزية: The Cat in the Hat)‏ هو فيلم كوميدي تم إنتاجه في الولايات المتحدة وصدر في سنة 2003. من بطولة مايك مايرز وداكوتا فانينغ وكيلي بريستون وأليك بالدوين وشون هايز.

## القصة
تدور القصة حول طفلين تتركهما أمهما وحيدين في المنزل مع سمكتهما التي يقومان بتربيتها. وفي ذات يوم تمطر السماء بالخارج ولكن كل شيء يتغير فجأة حينما يجدان بعتبة بابهما قطا ذا قبعة يقدم نفسه لهما.

## الميزانية والإيرادات
بلغت تكلفة إنتاج الفيلم حوالي 109 مليون دولار بينما حقق إيرادات تقدر بـ 134 مليون دولار.

## وصلات خارجية
- القط في القبعة على موقع IMDb (الإنجليزية)
- القط في القبعة على موقع ميتاكريتيك (الإنجليزية)
- القط في القبعة على موقع روتن توميتوز (الإنجليزية)
- القط في القبعة على موقع نتفليكس (الإنجليزية)
- القط في القبعة على موقع قاعدة بيانات الأفلام العربية
- القط في القبعة على موقع ألو سيني (الفرنسية)
- القط في القبعة على موقع Turner Classic Movies (الإنجليزية)
- القط في القبعة على موقع أول موفي (الإنجليزية)
- القط في القبعة على موقع بوكس أوفيس موجو (الإنجليزية)
- القط في القبعة على موقع فيلمافينيتي (الإسبانية)